# Gus Johnson (batteur)
Pour les articles homonymes, voir Gus Johnson et Johnson.
Gus Johnson (15 novembre 1913 - 6 février 2000) est un batteur swing américain dans divers groupes de jazz, né à Tyler, Texas, États-Unis. Après avoir appris à jouer de la batterie auprès de son voisin, Johnson joue occasionnellement professionnellement à l'âge de dix ans au Lincoln Theatre et joue dans divers groupes locaux, notamment le Blue Rhythm Band de McDavid. Après avoir obtenu son diplôme du Booker T. Washington High School, Johnson déménage à Kansas City, où il commence à jouer de la batterie à plein temps. Il rejoint l'Orchestre de Jay McShann en 1938, sa carrière musicale étant interrompue par sa conscription dans l'armée en 1943.  
En 1945, Johnson revient de son passage dans l'armée et déménage à Chicago pour se produire dans le Jesse Miller (en) Band. Johnson joue sur le premier album de Willie Dixon, «Willie's Blues». Il joue ensuite aux côtés de Count Basie et est enregistré sur l'album Basie Rides Again en 1952. Après une guérison de l'appendicite, Johnson participe à de nombreux groupes et des dizaines d'enregistrements dans les années 1960. En 1972, ses anciens camarades de l'orchestre de Jay McShann se réunissent pour enregistrer Going to Kansas City. Bien que Johnson continue sa tournée dans les années 1980, il développe la maladie d'Alzheimer en 1989, contre laquelle il lutte jusqu'à sa mort le 6 février 2000.  

## Discographie
- Avec Manny Albam
  - The Drum Suite (en) (RCA Victor, 1956) avec Ernie Wilkins
  - Jazz Goes to the Movies (en) (Impulse!, 1962)

- Avec Count Basie
  - The Count! (en) (Clef, 1952 [1955])
  - Basie Jazz (en) (Clef, 1952 [1954])
  - Dance Session (en) (Clef, 1953)
  - Dance Session Album#2 (en) (Clef, 1954)
  - Basie (en) (Clef, 1954)
  - The Count Basie Story (en) (Roulette, 1960)
  - Get Together (en) (Pablo, 1979)

- Avec Lawrence Brown
  - Inspired Abandon (en) (Impulse !, 1965)

- Avec Ray Bryant
  - Dancing the Big Twist (en) (Columbia, 1961)

- Avec Buck Clayton
  - Buck & Buddy Blow the Blues (en) (Swingville, 1961) avec Buddy Tate
  - Jam Session (Chiaroscuro Records (en), 1974)

- Avec Al Cohn
  - Son of Drum Suite (en) (RCA Victor, 1960)
  - Either Way (Fred Miles Presents, 1961), avec Al Cohn et Zoot Sims

- Avec Willie Dixon et Memphis Slim
  - Willie’s Blues (Bluesville, 1959)

- Avec Ella Fitzgerald
  - Ella at Juan-Les-Pins (en) ( Verve, 1964)
  - Ella in Rome: The Birthday Concert (en) (Verve, 1958)

- Avec Coleman Hawkins
  - Night Hawk (en) (Swingville, 1960)

- Avec Johnny Hodges
  - Triple Play (en) (RCA Victor, 1967)

- Avec Willis Jackson
  - Really Groovin' (en) (Prestige, 1961)
  - In My Solitude (en) (Moodsville, 1961)

- Avec Herbie Mann
  - Salute to the Flute (en) (Epic, 1957)

- Avec Gerry Mulligan
  - The Gerry Mulligan Quartet (en) (Verve, 1962)
  - Spring Is Sprung (en) (Philips, 1962)
  - Gerry Mulligan '63 (en) (Verve, 1963)

- Avec Joe Newman
  - Salute to Satch (en) (RCA Victor, 1956)

- Avec Chico O'Farrill
  - Nine Flags (en) (Impulse !, 1966)

- Avec Oscar Pettiford
  - The Oscar Pettiford Orchestra in Hi-Fi Volume Two (en) (ABC-Paramount, 1957)

- Avec Al Sears
  - Rockin 'in Rhythm (en) (Swingville, 1960) en tant que The Swingville All-Stars avec Taft Jordan et Hilton Jefferson

- Avec Zoot Sims
  - The Modern Art of Jazz by Zoot Sims (en) (Dawn, 1956)
  - Tonite's Music Today (Storyvile, 1956) avec Bob Brookmeyer

- Avec Rex Stewart et Cootie Williams
  - The Big Challenge (en) (Jazztone, 1957)

- Avec Ralph Sutton (en) et Ruby Braff
  - R & R (Chiaroscuro, 1979)
  - Remembered (DVD) (Arbors Records (en), 2004)

- Avec Ralph Sutton et Jay McShann
  - Last of the Whorehouse Piano Players (en) (Chaz Jazz, 1980) - initialement sorti sur 2 LPs comme The Last of the Whorehouse Piano Players: Two Pianos Vol. I & Vol. II
  - Last of the Whorehouse Piano Players (en) (Chiaroscuro, 1989)

- Avec Ralph Sutton (en) et Kenny Davern (en)
  - Ralph Sutton and Kenny Davern (Chiaroscuro)

- Avec Buddy Tate
  - Buddy Tate and His Buddies (en) (Chiaroscuro, 1973)

- Avec Frank Wess
  - Jazz for Playboys (en) (Savoy, 1957)
  - Opus de Blues (en) (Savoy, 1959 [1984])

- Avec Lem Winchester
  - Another Opus (en) (New Jazz, 1960)

- Avec Kai Winding
  - The Swingin' States (en) (Columbia, 1958)
  - Solo (en) (Verve, 1963)